# Умм-Каср
Умм-Каср (араб. أم قصر) — портове місто в південному Іраку на березі Перської затоки.

## Історія
Первинно Умм-Каср був маленьким рибальським селищем, але вже тоді іноді використовувався як військовий порт. Пізніше король Фейсал II вирішив заснувати там постійний чинний порт. Однак 1958 року короля Іраку було повалено, що відтермінувало будівництво порту.
Після революції 1958 року в Умм-Касрі було створено військово-морську базу. Постійний порт усе ж було засновано 1961 року Абд аль-Карім Касімом. Метою було зменшити залежність Іраку від річки Шатт-ель-Араб, що була предметом суперечки з Іраном. У будівництві портових споруд узяли участь також Німеччина, Швеція та Ліван, було прокладено залізницю, що пов'язала Умм-Каср із Багдадом і Басрою.
Під час ірано-іракської війни 1980—1988 років різко зросло значення Умм-Касра як військового порту. Іранські війська були близькими до взяття Умм-Касра після захоплення півострова Фао, але, тим не менше, порт взято не було.
Широкої відомості Умм-Каср набув і за часів Іракської війни. 21-24 березня 2003 року в Умм-Касрі тривали напружені бої, контроль над районами міста почергово переходив з рук у руки.

## Клімат
Місто знаходиться у зоні, котра характеризується кліматом тропічних пустель. Найтепліший місяць — липень із середньою температурою 36.3 °C (97.3 °F). Найхолодніший місяць — січень, із середньою температурою 12.5 °С (54.5 °F).
| Клімат Умм-Касра        | Клімат Умм-Касра | Клімат Умм-Касра | Клімат Умм-Касра | Клімат Умм-Касра | Клімат Умм-Касра | Клімат Умм-Касра | Клімат Умм-Касра | Клімат Умм-Касра | Клімат Умм-Касра | Клімат Умм-Касра | Клімат Умм-Касра | Клімат Умм-Касра | Клімат Умм-Касра |
| Показник                | Січ.             | Лют.             | Бер.             | Квіт.            | Трав.            | Черв.            | Лип.             | Серп.            | Вер.             | Жовт.            | Лист.            | Груд.            | Рік              |
| Середня температура, °C | 12,5             | 14,8             | 19,4             | 24,5             | 30,9             | 34,7             | 36,3             | 35,7             | 32,9             | 27,3             | 20               | 14,1             | 25,3             |
| Норма опадів, мм        | 28.9             | 18.3             | 15.7             | 14.4             | 4.2              | 0                | 0                | 0                | 0.1              | 2.8              | 17               | 23.1             | 124.5            |
| Днів з опадами          | 6,3              | 4,8              | 5                | 4                | 1,8              | 0,1              | 0                | 0                | 0,1              | 1,2              | 3,6              | 5,4              | 32,3             |
| Вологість повітря, %    | 67.6             | 60.2             | 51               | 45.2             | 34.9             | 28.4             | 27.9             | 30.2             | 34               | 44.6             | 56.5             | 65.8             | 45.5             |
| ----------------------- | ---------------- | ---------------- | ---------------- | ---------------- | ---------------- | ---------------- | ---------------- | ---------------- | ---------------- | ---------------- | ---------------- | ---------------- | ---------------- |
| Джерело: Weatherbase    |                  |                  |                  |                  |                  |                  |                  |                  |                  |                  |                  |                  |                  |